# Sisyrinchium pusillum
Sisyrinchium pusillum är en irisväxtart som beskrevs av Carl Sigismund Kunth. Sisyrinchium pusillum ingår i släktet gräsliljor, och familjen irisväxter. Inga underarter finns listade i Catalogue of Life.